# العلاقات البنمية الليختنشتانية
العلاقات البنمية الليختنشتانية هي العلاقات الثنائية التي تجمع بين بنما وليختنشتاين.

## مقارنة بين البلدين
هذه مقارنة عامة ومرجعية للدولتين:
| وجه المقارنة                                              | بنما                      | ليختنشتاين                                 |
| --------------------------------------------------------- | ------------------------- | ------------------------------------------ |
| المساحة (كم2)                                             | 74.18 ألف                 | 16                                         |
| عدد السكان (نسمة)                                         | 4.10 مليون                | 37.47 ألف                                  |
| الكثافة السكانية (ن./كم²)                                 | 55.27                     | 234.19 ألف                                 |
| العاصمة                                                   | بنما                      | فادوتس                                     |
| اللغة الرسمية                                             | اللغة الإسبانية           | اللغة الألمانية                            |
| العملة                                                    | بالبوا بنمي، دولار أمريكي | فرنك سويسري                                |
| الناتج المحلي الإجمالي (بليون دولار)                      | 61.84 مليار               | 6.29 مليار                                 |
| الناتج المحلي الإجمالي (تعادل القوة الشرائية) بليون دولار | 87.37 مليار               |                                            |
| الناتج المحلي الإجمالي الاسمي للفرد دولار أمريكي          | 13.27 ألف                 |                                            |
| الناتج المحلي الإجمالي للفرد دولار أمريكي                 | 20.89 ألف                 |                                            |
| مؤشر التنمية البشرية                                      | 0.780                     | 0.908                                      |
| رمز المكالمات الدولي                                      | +507                      | +423                                       |
| رمز الإنترنت                                              | .pa                       | .li                                        |
| المنطقة الزمنية                                           | 00                        | توقيت وسط أوروبا، ت ع م+01:00، ت ع م+02:00 |

## منظمات دولية مشتركة
يشترك البلدان في عضوية مجموعة من المنظمات الدولية، منها:
| علم المنظمة | اسم المنظمة                   | تاريخ انضمام بنما | تاريخ انضمام ليختنشتاين |
| ----------- | ----------------------------- | ----------------- | ----------------------- |
|             | الاتحاد البريدي العالمي       | ?                 | ?                       |
|             | الاتحاد الدولي للاتصالات      | 14 يوليو 1914     | 25 يوليو 1963           |
|             | منظمة حظر الأسلحة الكيميائية  | ?                 | ?                       |
|             | منظمة التجارة العالمية        | ?                 | ?                       |
|             | منظمة الشرطة الجنائية الدولية | ?                 | ?                       |
|             | الأمم المتحدة                 | 13 نوفمبر 1945    | 18 سبتمبر 1990          |

## وصلات خارجية
- موقع وزارة الخارجية البنمية